# Angharad James-Turner
Angharad James-Turner, född den 1 juni 1994, är en walesisk fotbollsspelare.
Angharad James-Turner inledde sin seniorkarriär med spel i Arsenal år 2011. Hon har även spelat för bland annat Notts County, Bridgwater United, Everton och Reading innan hon värvades av Orlando Pride år 2022 och Tottenham Hotspur FC. 2024 kontrakterades hon av Seattle Reign. Hon har även representerat det walesiska damlandslaget där hon debuterade år 2011.